# Adil Barbari
Pour les articles homonymes, voir Barbari (homonymie).
 (décembre 2021).
Adil Barbari, né le 27 mai 1993 à El Kantara, est un coureur cycliste algérien. Il est actuellement directeur sportif de l'équipe nationale d’algerie

## Biographie
Membre du Vélo Club Sovac, Adil Barbari gagne en 2012 deux étapes du Tour du Faso. Il est ensuite médaillé d'argent du championnat d'Afrique du contre-la-montre par équipes avec Hichem Chaabane, Karim Hadjbouzit et Fayçal Hamza, et quatrième du contre-la-montre individuel.
En début d'année 2013, il se classe sixième du Circuit d'Alger, septième du Tour de Gironde, puis devient champion d'Algérie en juin. Il participe aux Jeux méditerranéens, où il est septième de la course en ligne. En septembre, il représente l'Algérie aux championnats du monde sur route à Florence en Italie. Il est 71e du contre-la-montre des moins de 23 ans et ne termine pas la course en ligne de cette catégorie. Il gagne à nouveau deux étapes du Tour du Faso. En fin d'année, aux championnats d'Afrique, il est médaillé d'argent du contre-la-montre par équipes avec Hichem Chaabane, Azzedine Lagab, Abdelmalek Madani, et quatrième du contre-la-montre individuel.
En 2014, il gagne la première étape du Tour d'Algérie puis le Grand Prix d'Oran.

## Palmarès
- 2011
  - 2e étape du Tour of Mazandaran
- 2012
  -  Médaillé d'or du contre-la-montre au championnat arabe des clubs
  -  Médaillé d'or du contre-la-montre par équipes au championnat arabe des clubs (avec Hichem Chaabane, Karim Hadjbouzit, Fayçal Hamza, Abderrahmane Hamza et Hamza Merdj)
  - 9e et 10e étapes du Tour du Faso
  -  Médaillé d'argent du championnat d'Afrique du contre-la-montre espoirs
  -  Médaillé de bronze du championnat d'Afrique du contre-la-montre par équipes
  - 4e du championnat d'Afrique du contre-la-montre
- 2013
  - 4e et 8e étapes du Tour du Faso
  -  Champion d'Algérie du contre-la-montre
  -  Champion d'Algérie du contre-la-montre espoirs
  - 2e du Grand Prix du Pays de Montbéliard
  - 2e du championnat d'Algérie sur route espoirs
  -  Médaillé d'argent du championnat d'Afrique du contre-la-montre par équipes
  -  Médaillé d'argent du championnat d'Afrique du contre-la-montre espoirs
  - 4e du championnat d'Afrique du contre-la-montre
- 2014
  -  Champion arabe du contre-la-montre par équipes (avec Khaled Abdenbi, Azzedine Lagab et Abdelkader Belmokhtar)
  -  Champion d'Algérie sur route espoirs
  -  Champion d'Algérie du contre-la-montre espoirs
  - 1re étape du Tour d'Algérie
  - Grand Prix d'Oran
  -  Médaillé d'argent du championnat arabe du contre-la-montre
- 2015
  -  Champion d'Algérie du contre-la-montre espoirs
  - 2e étape du Tour international de Blida
  - 2e étape du Tour de Côte-d'Or
  - 2e du championnat d'Algérie du contre-la-montre
  - 2e du Tour international de Blida
  -  Médaillé d'argent du contre-la-montre par équipes aux Jeux africains
  -  Médaillé de bronze du championnat d'Afrique du contre-la-montre espoirs
  -  Médaillé de bronze  de la course en ligne  aux Jeux africains
  -  Médaillé de bronze du contre-la-montre aux Jeux africains
  - 3e du Tour international d'Oranie
- 2016
  - 2e étape du Tour international de Blida
  - 3e étape du Tour international de Sétif
  - Critérium international de Sétif
  - 1re et 3e étapes du Tour international d'Annaba
  - 1re et 3e étapes du Tour international de Constantine
  - 2e du championnat d'Algérie du contre-la-montre
  - 2e du Tour international de Sétif
  - 2e du Tour international d'Annaba
  - 2e de l'UCI Africa Tour
  - 3e du Grand Prix d'Oran

## Classements mondiaux
| Année           | 2013 | 2014 | 2015 | 2016 |
| --------------- | ---- | ---- | ---- | ---- |
| UCI Africa Tour | 25e  | 11e  | 20e  | 2e   |